# Ania Karwan (album)
Ania Karwan – debiutancki album studyjny polskiej piosenkarki Ani Karwan, wydany 15 lutego 2019 nakładem wytwórni Warner Music Poland.
Praca nad albumem rozpoczęła się w 2018 wraz z podpisaniem kontraktu płytowego z wytwórnią Warner Music Poland. Materiał promowały single „Głupcy” (który dotarł do 18. miejsca w zestawieniu AirPlay – Top najczęściej odtwarzanych utworów w polskich rozgłośniach radiowych), „Czarny świt”, „Słucham Cię w radiu co tydzień” i „Dzięki Tobie”.
Za produkcję albumu odpowiedzialny jest Bogdan Kondracki, natomiast autorką części tekstów na płycie jest Karolina Kozak.
Album zadebiutował na 6. miejscu na liście sprzedaży OLiS.
W sierpniu 2021 nagrania uzyskały certyfikat złotej płyty.

## Lista utworów
| 1.  | „Biały szum” – 3:33                     |  |
|     |                                         |  |
| 2.  | „Mała miłość” – 3:55                    |  |
|     |                                         |  |
| 3.  | „Cud” – 3:39                            |  |
|     |                                         |  |
| 4.  | „3 Kilometry w linii prostej” – 3:23    |  |
|     |                                         |  |
| 5.  | „Five” – 3:48                           |  |
|     |                                         |  |
| 6.  | „Wszystko” – 3:10                       |  |
|     |                                         |  |
| 7.  | „Czarny świt”[3] – 5:10                 |  |
|     |                                         |  |
| 8.  | „Nie boję się” – 3:35                   |  |
|     |                                         |  |
| 9.  | „Słucham Cię w radiu co tydzień” – 3:17 |  |
|     |                                         |  |
| 10. | „Babilon” – 4:09                        |  |
|     |                                         |  |
| 11. | „Głupcy”[2] – 3:09                      |  |
|     |                                         |  |
| 12. | „Dzięki Tobie” – 4:14                   |  |
|     |                                         |  |

## Pozycja na liście sprzedaży
| Kraj   | Lista (2019)              | Najwyższa pozycja |
| ------ | ------------------------- | ----------------- |
| Polska | Oficjalna Lista Sprzedaży | 6                 |